# سیارک ۸۳۹
سیارک ۸۳۹ (به انگلیسی: 839 Valborg، نامگذاری:1916AJ) هشتصد و سی و نهمین سیارک کشف شده‌است که در ۲۴ سپتامبر ۱۹۱۶ و در هایدلبرگ کشف شد.
قدر مطلق سیارک برابر ۱۰٫۲۰ است.